# Гуртовий (звання)

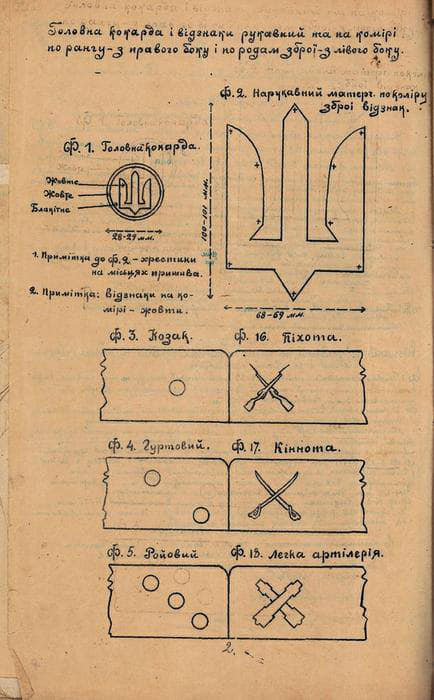
Малюнки кокард та відзнак по рангу та родам зброї. З наказу Головної команди військ УНР. 30 липня 1919 р.

Кокарда і погони армії Української Держави (1918).
14. Погон ланкового

Гуртови́й — в Армії УНР підстаршинський ранг, що відповідав нинішньому званню «Старший солдат». У підрозділах УСС та Українській Галицькій Армії рангу гуртового відповідав «Старший стрілець» — заступник командира відділення. В Армії Української держави — ланковий.